# Spider-Man: A New Universe
Spider-Man: A New Universe (Originaltitel: Spider-Man: Into the Spider-Verse) ist ein US-amerikanischer Animationsfilm der Regisseure Bob Persichetti, Peter Ramsey und Rodney Rothman aus dem Jahr 2018. Der Film startete am 13. Dezember in den deutschsprachigen Kinos und am darauffolgenden Tag in den USA.

## Handlung
Der Teenager Miles Morales bemüht sich darum, die Erwartungen seines Vaters, des Polizisten Jefferson Davis, zu erfüllen. Er wechselt von der öffentlichen Schule seines Stadtteils in ein Internat, fühlt sich dort jedoch fehl am Platz. Als er eines Abends heimlich mit seinem Onkel Aaron Davis in einem verlassenen U-Bahn-Schacht ein Graffiti sprüht, wird er von einer Roboter-Spinne gebissen und erlangt spinnenähnliche Fähigkeiten.
Als Miles später in die U-Bahn-Schächte zurückkehrt, um nach der Spinne zu suchen, entdeckt er den Collider, einen Teilchenbeschleuniger, der von Wilson Fisk, alias Kingpin, gebaut wurde, um auf parallele Universen zugreifen zu können. Wie man später erfährt, versucht Kingpin mithilfe dieser Maschine seine Familie zurückzuerlangen, die er nach seiner Meinung durch Spider-Man verloren hat. Miles wird hier Zeuge eines Kampfes zwischen Spider-Man, der versucht, den Collider zu deaktivieren, und Kingpins Vollstrecker Green Goblin und Prowler.
Spider-Man bemerkt Miles und versucht diesen aus dem Kampfgeschehen zu entfernen. Dabei stellt er fest, dass der Schüler, ebenso wie er, Spinnenkräfte besitzt und verspricht ihm, ihn zu trainieren. Im weiteren Kampfgeschehen stößt Green Goblin Spider-Man jedoch in den Teilchenbeschleuniger und verursacht so eine Explosion, die diesen fast tötet. Verwundet gibt Spider-Man Miles einen USB-Stick, mithilfe dessen man den Teilchenbeschleuniger deaktivieren kann. Außerdem teilt er dem Jungen mit, dass die Maschine die Stadt zerstören könnte, wenn sie reaktiviert wird. Miles beobachtet entsetzt, wie Kingpin Spider-Man tötet, und muss vor Prowler fliehen.
Die Stadt trauert um Spider-Man. Miles probiert seine neu entdeckten Fähigkeiten in einem gekauften Spider-Man-Kostüm aus, beschädigt jedoch bei einem Sturz von einem Gebäude den USB-Stick. Am Grab von Spider-Man trifft Miles Peter B. Parker, eine ältere Version von Spider-Man aus einer anderen Dimension. Bei einem Treffen mit Peter entdeckt Miles zufällig die Fähigkeit, einen elektrischen Stoß abzugeben. Peter erklärt sich widerstrebend damit einverstanden, Miles im Austausch dafür zu trainieren, dass er beim Stehlen von Daten hilft, um einen neuen USB-Stick zu erstellen. In Fisks Forschungsanstalt entdeckt Miles, dass er auch die Fähigkeit hat, unsichtbar zu werden. Sie werden mit der verrückten Wissenschaftlerin Olivia Octavius konfrontiert, die Peter DNA-Proben entnimmt und enthüllt, dass er aufgrund von Zellverfall in Bälde sterben wird, sollte er noch länger in ihrer Dimension verweilen.
Miles und Peter werden beim Kampf mit Olivia Octavius und ihren Schergen von Gwen Stacy, Spider-Woman aus einer anderen Dimension, gerettet. Die Gruppe besucht Peters Tante May Parker, die mehr Helden aus anderen Dimensionen schützt. Bei den Helden handelt es sich um Spider-Man Noir, Spider-Ham und Peni Parker. Bedingt durch ihre Herkunft aus fremden Paralleluniversen leiden sie ebenso wie Peter B. Parker an Anfällen. Miles bietet an, den Teilchenbeschleuniger zu deaktivieren, damit die anderen nach Hause zurückkehren können, aber die Helden vertreten die Ansicht, dass ihm für diese Aufgabe die nötige Erfahrung fehle. Miles will sich in Aarons Wohnung zurückziehen und findet heraus, dass dieser der Prowler ist. Er kehrt zu Mays Haus zurück. Kingpin, Prowler, Octavius, Scorpion und Tombstone sind ihm jedoch unbemerkt gefolgt, was zur Konfrontation führt. Miles flieht, wird aber von Aaron überwältigt. Miles nimmt seine Maske ab und offenbart so seine Identität. Aaron will Miles nicht töten und wird darum von Fisk angeschossen. Miles flieht mit Aaron, aber dieser stirbt an seinen Verletzungen. Jefferson sieht Miles über Aaron trauern und kommt zu dem Schluss, dass Spider-Man ihn getötet hat.
Die Helden versammeln sich mit Miles in seinem Wohnheim. Peter fesselt Miles an einen Stuhl, um zu verhindern, dass sich dieser auf den Weg zum Teilchenbeschleuniger macht. Peter beschließt, sich zu opfern, indem er zurückbleibt und den Collider deaktiviert. Jefferson tritt kurz darauf vor Miles Tür und entschuldigt sich für seine Fehler. Miles gelingt es seine Kräfte zu beherrschen und begibt sich zu Tante May, wo er unterschiedliche Ausrüstungsgegenstände erhält und Peters Anzug neu einfärbt. Er schließt sich den Helden an und hilft ihnen, Kingpins Vollstrecker zu bezwingen, bevor es ihm mithilfe des USB-Sticks gelingt, die anderen Helden nach Hause zu schicken. Kingpin und Miles kämpfen im gesamten Collider und ziehen Jeffersons Aufmerksamkeit auf sich. Als Miles fast getötet wird, erkennt Jefferson, dass Spider-Man nicht der Feind ist. Miles lähmt Kingpin mit seinem Elektroschock und zerstört dann den Teilchenbeschleuniger. Kingpin und seine Vollstrecker werden verhaftet und Jefferson erkennt Spider-Man als Helden an. Miles übernimmt die Verantwortung seines neuen Lebens. Zurück in ihren Heimatdimensionen kehren die anderen Helden in ihr Leben zurück. Gwen findet einen Weg, Miles über die Dimensionsgrenzen hinweg zu kontaktieren.

## Synchronisation
Die deutsche Synchronisation entstand nach der Dialogregie von Björn Schalla und einem Dialogdrehbuch von Tobias Neumann in der Berliner Synchron GmbH Wenzel Lüdecke.
| Rolle                           | Originalsprecher           | Deutsche Sprecher     |
| ------------------------------- | -------------------------- | --------------------- |
| Miles Morales / Spider-Man      | Shameik Moore              | Marco Eßer            |
| Jefferson Davis                 | Brian Tyree Henry          | Bernd Egger           |
| Rio Morales                     | Lauren Vélez               | Carolina Vera-Squella |
| Aaron Davis / Prowler           | Mahershala Ali             | Matti Klemm           |
| Peter Parker / Spider-Man       | Chris Pine                 | Roman Wolko           |
| Gwen Stacy / Ghost-Spider       | Hailee Steinfeld           | Leonie Dubuc          |
| Peter B. Parker / Spider-Man    | Jake Johnson               | Jaron Löwenberg       |
| Peter Parker / Spider-Man Noir  | Nicolas Cage               | Martin Keßler         |
| Peni Parker / SP//dr            | Kimiko Glenn               | Rubina Nath           |
| Peter Porker / Spider-Ham       | John Mulaney               | Daniel Zillmann       |
| May Parker                      | Lily Tomlin                | Cornelia Meinhardt    |
| Mary Jane „MJ“ Watson           | Zoë Kravitz                | Alice Bauer           |
| Wilson Fisk / Kingpin           | Liev Schreiber             | Erik „Gronkh“ Range   |
| Vanessa Fisk                    | Lake Bell                  | Gundi Eberhard        |
| Dr. Octavius / „Doc Ock“        | Kathryn Hahn               | Christin Marquitan    |
| Norman Osborn / Grüner Kobold   | Jorma Taccone              | Sven Brieger          |
| Lonnie Lincoln / Tombstone      | Marvin „Krondon“ Jones III | Uwe Jellinek          |
| Miguel O’Hara / Spider-Man 2099 | Oscar Isaac                | Björn Schalla         |
| Stan Lee                        | Stan Lee                   | Thomas Kästner        |

## Einspielergebnis & Bewertung
Dem Budget von rund 90 Millionen US-Dollar stehen weltweite Einnahmen von 376 Millionen US-Dollar gegenüber, von denen der Film allein 190 Millionen im nordamerikanischen Raum einspielen konnte.

## Auszeichnungen
Annie Awards 2019
- Auszeichnung als Bester Animationsfilm
- Auszeichnung für die Beste Regie bei einem Animationsfilm (Bob Persichetti & Peter Ramsey & Rodney Rothman)
- Auszeichnung für das Beste Drehbuch bei einem Animationsfilm (Phil Lord & Rodney Rothman)
- Auszeichnung für den Besten Schnitt in einem Animationsfilm (Bob Fisher, Andrew Leviton & Vivek Sharma)
- Auszeichnung für das Beste Szenenbild in einem Animationsfilm (Justin K. Thompson)
- Auszeichnung für die Besten Figurenanimationen in einem Animationsfilm (David Han)
- Auszeichnung für das Beste Figurendesign in einem Animationsfilm (Shiyoon Kim)[7]

British Academy Film Awards 2019
- Auszeichnung als Bester animierter Spielfilm (Bob Persichetti, Peter Ramsey, Rodney Rothman & Phil Lord)[8]

Critics’ Choice Movie Awards 2019
- Auszeichnung als Bester Animationsfilm[9]

Dragon Awards 2019
- Nominierung als Bester Science-Fiction- oder Fantasyfilm[10]

Golden Globe Awards 2019
- Auszeichnung als Bester Animationsfilm[11]

Golden Tomato Awards 2019
- Auszeichnung als Bester Animationsfilm[12]

Grammy Awards 2020
- Nominierung als Best Compilation Soundtrack for Visual Media

Golden Trailer Awards 2019
- Nominierung für die Beste Musik in einem TV-Spot
- Nominierung für die Besten TrailerByte in einem Langfilm[13]

MTV Movie & TV Awards 2019
- Nominierung als Bester Film[14]

Nickelodeon Kids’ Choice Awards 2019
- Nominierung als Lieblings-Animationsfilm
- Nominierung als Lieblings-Synchronstimme in einem Animationsfilm (Shameik Moore)
- Nominierung als Lieblings-Synchronstimme in einem Animationsfilm (Hailee Steinfeld)[15]

Oscarverleihung 2019
- Auszeichnung als Bester animierter Spielfilm[16]

Producers Guild of America Award 2019
- Auszeichnung als Bester Animationsfilm (Avi Arad, Amy Pascal, Phil Lord, Christopher Miller & Christina Steinberg)[17]

Saturn-Award-Verleihung 2019
- Auszeichnung als Bester Animationsfilm
- Nominierung als Beste Comicverfilmung[18]

Teen Choice Awards 2019
- Nominierung als Choice Action Movie
- Nominierung für den Choice R&B/Hip-Hop Song (Sunflower, Post Malone & Swae Lee)[19]

## Fortsetzungen
Anfang November 2019 wurde eine Fortsetzung zunächst für den 8. April 2022 angekündigt, bei der Dave Callaham das Drehbuch schreiben und Joaquim Dos Santos als Regisseur fungieren soll. Später wurde der US-amerikanische Starttermin auf den 7. Oktober 2022 verschoben und der deutsche Starttermin auf den 13. Oktober datiert. Außerdem wurde bekannt, dass Phil Lord und Chris Miller als weitere Drehbuchautoren verpflichtet wurden, während Kemp Powers und Justin K. Thompson neben Dos Santos Regie führen sollen. Am 5. Dezember wurde ein erster Teaser veröffentlicht, der enthüllte, dass der Film Spider-Man: Across the Spider-Verse Part One heißen werde. Es soll sich um einen Zweiteiler handeln, dessen Fortsetzung ein Jahr später veröffentlicht werden soll. Am 13. Dezember 2022 wurde der erste Trailer veröffentlicht und der Starttermin für Deutschland wurde auf den 1. Juni 2023 gesetzt.
2023 wurde der Kurzfilm The Spider Within: A Spider-Verse Story auf dem Festival d’Animation Annecy gezeigt. Im März 2024 wurde er auch auf YouTube veröffentlicht. Regie führte Jarelle Dampier nach einem Drehbuch von Khaila Amazan, Shameik Moore und Brian Tyree Henry sprachen ihre üblichen Rollen.

### Spin-Off
Es wurde ein titelloses Spin-off angekündigt, das sich ausschließlich um weibliche Spider-Leute dreht.